# Fulkum
Fulkum is een klein dorp in het Landkreis Wittmund in de Duitse deelstaat Nedersaksen. Het dorp is onderdeel van de gemeente Holtgast dat zelf onderdeel is van de Samtgemeinde Esens.
Fulkum is gelegen op en rond een warft, enkele kilometers ten westen van Holtgast-dorp, aan de provinciale weg Esens - Dornum - Norden.
Midden op de terp staat de Maria Magdalenakerk uit 1862. Deze neoromaanse kerk heeft meerdere voorgangers gehad. De eerste, houten, kerk is waarschijnlijk al in de twaalfde eeuw gebouwd.